# Französisch-haitianische Beziehungen
Die französisch-haitianischen Beziehungen beschreiben die zwischenstaatlichen Beziehungen zwischen Frankreich und Haiti. Vor allem für Haiti kommt diesen besondere Bedeutung zu, da Frankreich ehemalige Kolonialmacht ist und Französisch Amtssprache in Haiti ist.

## Geschichte
Die ersten Franzosen, die nach Haiti kamen, waren Bukaniere, die im Jahr 1625 begannen, die Île de la Tortue unweit der Nordküste der Insel Hispaniola als Stützpunkt und Siedlung für Überfälle auf spanische Schiffe zu nutzen. 1663 gründeten französische Siedler eine Kolonie in Léogâne nahe der heutigen Hauptstadt Port-au-Prince. Nach dem Pfälzischen Erbfolgekrieg trat das spanische Reich mit der Unterzeichnung des Friedens von Rijswijk im Jahr 1697 den westlichen Teil von Hispaniola an Frankreich ab. Frankreich nannte die neue Kolonie Saint-Domingue. Die Kolonie wurde Frankreichs produktivste und reichste Kolonie, in der hauptsächlich Tabak, Indigo, Zuckerrohr, Baumwolle und Kakao angebaut wurden. Frankreich nutzte die Arbeitskraft von Sklaven aus Afrika, da das indigene Volk der Taíno fast ausgerottet war.
Nicht zuletzt die Revolution in Frankreich führte zu einer Erhebung der Sklaven in Saint-Domingue. Im August 1791 kam es in der nördlichen Region Haitis zu einem ersten Sklavenaufstand, der als Haitianische Revolution bekannt wurde. Im Jahr 1802 schickte Napoleon Bonaparte 40 000 französische und polnische Truppen nach Hispaniola, um in der Kolonie die Ordnung zu bewahren. Jean-Jacques Dessalines setzte jedoch den Unabhängigkeitskampf fort. Nach der Schlacht von Vertières im November 1803 gab Frankreich jede Hoffnung auf, die Kontrolle über die Kolonie zu behalten. Am 1. Januar 1804 erklärte Dessalines die Unabhängigkeit Saint-Domingues und benannte die neue Nation in Haiti um.
Frankreich erkannte die Unabhängigkeit erst im Jahr 1825 an. Dabei forderte die frühere Kolonialmacht Reparationen für entstandene Verluste in Höhe von 150 Millionen Franken in Gold. Zur Unterstreichung der Forderung wurde mit einer Invasion Haitis gedroht und wurden 12 Kriegsschiffe vor die Küste Haitis entsandt. Am 17. April 1825 kam es zu einer Vereinbarung zwischen den beiden Nationen. Frankreich verzichtete auf alle Versuche, Haiti zurückzuerobern. Im November 1825 überreichte der erste französische Konsul dem Präsidenten Jean-Pierre Boyer sein Beglaubigungsschreiben. Am 12. Februar 1838 wurde zwischen beiden Nationen ein Vertrag über Frieden und Freundschaft unterzeichnet.
Mehrere haitianische Präsidenten, die von der Macht verdrängt wurden, suchten in Frankreich Zuflucht, darunter Jean-Pierre Boyer, Lysius Salomon, Franck Lavaud und Jean-Claude Duvalier.
Im Februar 2010, einen Monat nach dem schweren Erdbeben, besuchte der französische Präsident Nicolas Sarkozy Haiti für einen Tag. Es war der erste Besuch eines französischen Präsidenten überhaupt. Während seines Besuchs versprach Präsident Sarkozy Haiti 230 Millionen Euro an Hilfe. Er kündigte ferner den Erlass von Schulden in Höhe von 56 Millionen Euro an, die Haiti bei Frankreich hatte. Im Mai 2015 stattete der französische Präsident François Hollande Haiti einen offiziellen Besuch ab und versprach 145 Millionen US-Dollar für Entwicklungsprojekte.
Der französische Senat verabschiedete am 10. April 2025 fast einstimmig eine Resolution, in der die Herstellung der Voraussetzungen für eine politische Lösung der Krise in Haiti gefordert wird. Dabei wurden auch die hohen Reparationszahlungen des 19. Jahrhunderts thematisiert.
Im Juni 2025 verabschiedete die Nationalversammlung in Paris eine Resolution, in der gefordert wird, die Restitution der Haiti vor 200 Jahren auferlegten finanziellen Verpflichtungen, double dette (doppelte Schuld) genannt, zu prüfen.

## Diplomatie
Frankreich unterhält eine diplomatische Vertretung in Port-au-Prince. Eine Honorarkonsulin Frankreichs ist in Cap-Haïtien bestellt und ansässig.
Haiti unterhält eine diplomatische Vertretung in Paris sowie Generalkonsulate in Cayenne, Französisch-Guayana, und in Pointe-à-Pitre, Guadeloupe.
Seit der Aufnahme diplomatischer Beziehungen haben beide Länder mehrere Abkommen und Verträge unterzeichnet, darunter Handelsabkommen (1958 und 1959), ein Abkommen über den Luftverkehr zwischen beiden Ländern (1965), ein Abkommen über kulturelle, wissenschaftliche und technische Zusammenarbeit (1972), ein Übereinkommen über den Schutz von Investitionen (1973), eine Vereinbarung zur Zusammenarbeit im Tourismus (2007) und ein Abkommen über gemeinsame Forschung und Berufsausbildung (2015).

## Wirtschaft
Das Volumen des Außenhandels zwischen beiden Ländern lag im Jahr 2022 bei 53,5 Millionen Euro. Der Handelsüberschuss Frankreichs wächst, während das Gesamtvolumen sinkt.

## Kultur
Frankreich unterhält in Port-au-Prince eine Zweigstelle des Institut Francais.
Haiti gehört der Organisation internationale de la Francophonie sowie ihren Neben- und Unterorganisationen an.